# Pirdana
Pirdana is een geslacht van vlinders van de familie dikkopjes (Hesperiidae).

## Soorten
- P. albicornis Elwes & Edwards, 1897
- P. distanti Staudinger, 1889
- P. hyela (Hewitson, 1867)